# Gunnar Gerring
Gunnar Gerring, född 25 oktober 1916 i Stockholm, död 16 april 2009 i Nacka församling i Stockholms län, var en svensk jurist och diplomat.

## Biografi
Gerring var son till lektorn, fil. dr Hugo Gerring och Hillan Åström. Han tog studentexamen 1934, reservofficersexamen 1939, var löjtnant i kavalleriets reserv 1942-1953, tog juris kandidatexamen i Uppsala 1939, genomförde tingstjänstgöring i Stockholms rådhusrätt 1940-1942, blev attaché vid Utrikesdepartementet (UD) 1942, tjänstgjorde i Hamburg 1942, Moskva 1943, Budapest 1946, andre sekreterare vid UD 1947, ambassadsekreterare i Washington 1949, Ankara 1951, förste sekreterare vid UD 1952, förste ambassadsekreterare i Bern 1957, förste sekreterare vid UD 1959, ambassadråd i Bonn 1962, ambassadör i Sofia 1964-1969, Bagdad och Kuwait 1969-1973, Försvarshögskolan 1974, chef för svenska delegationen vid övervakningskommissionen i Korea 1974-1975, UD 1975, ambassadör i Wellington (även Fiji, Tonga och Västra Samoa) 1979-1982.
Gerring var även ledamot av svensk-ungerska regeringskommissionen 1948, ombud vid handelsförhandlingar med Bulgarien 1947 och 1949, Ungern 1947, Jugoslavien 1948 och 1949, sekreterare vid FN-delagationen i Paris 1948 och New York 1950. Han var biträdande lärare vid Försvarshögskolan 1961-1962.
Han gifte sig 1951 med Ingrid Wikander (född 1919). Barn: Erik Gunnar (född 1952) och Carl Gustaf (född 1954).

## Utmärkelser
- Kommendör av Nordstjärneorden, 5 juni 1971.[4]

- Riddare av Finlands Vita Ros’ orden (RFinlVRO)[2]
- Riddare av Tjeckoslovakiska Vita Lejonets orden (RTjslVLO)[2]